# New Tecumseth (Ontario)
New Tecumseth to miejscowość (ang. town) w Kanadzie, w prowincji Ontario, w hrabstwie Simcoe.
Powierzchnia New Tecumseth to 274,18 km².
Według danych spisu powszechnego z roku 2001 New Tecumseth liczy 26 141 mieszkańców (95,34 os./km²).